# Azara (Argentyna)
Azara – miasto w Argentynie, w prowincji Misiones, w departamencie Apóstoles.
Według danych szacunkowych na rok 2010 miejscowość liczyła 3 165 mieszkańców.